# Herman H. ter Meer

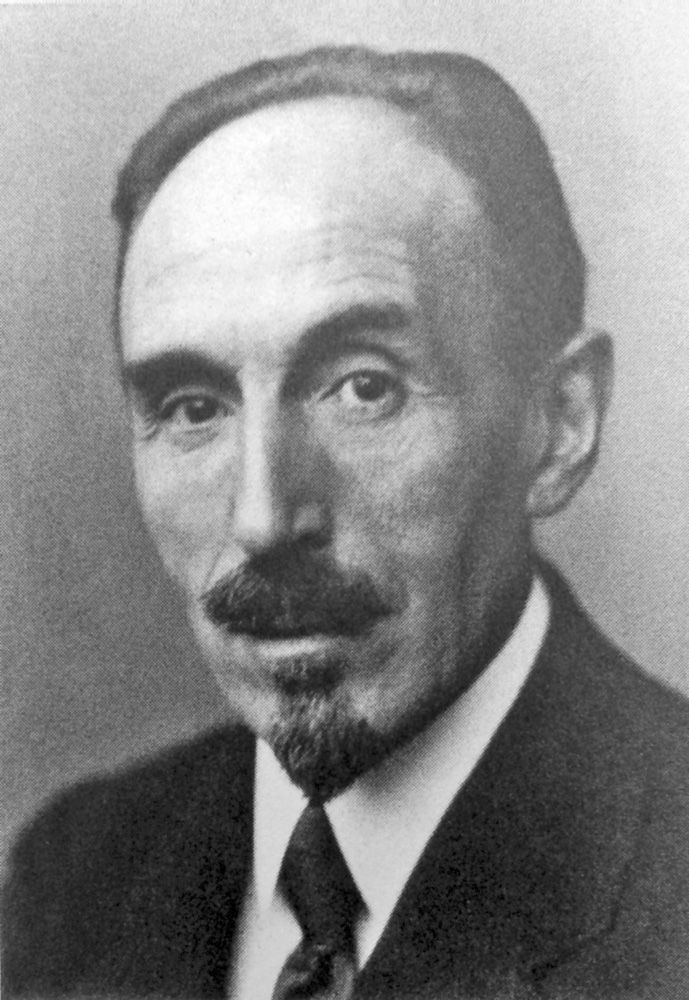
Herman H. ter Meer (um 1930)

Herman H. ter Meer  (Hermanus Hendrikus ter Meer, * 16. Dezember 1871 in Leiden; † 9. März 1934 in Leipzig) war ein niederländischer Tierpräparator. Er war ein Wegbereiter der modernen Dermoplastik.

## Leben und Wirken
Herman H. ter Meer war ein Sohn des gleichnamigen (Hermanus Hendrikus) Tierpräparators am Reichsmuseum für Naturgeschichte in Leiden, bei dem er auch seine Grundausbildung erhielt. Zur weiteren Qualifizierung schickte ihn der Vater zum damals führenden Wirbeltierpräparator Friedrich Kerz (1842–1915) nach Stuttgart. 
Nach dieser Ausbildung trat Herman H. ter Meer am 1. Februar 1895 eine Stelle als Präparator am Reichsmuseum für Naturgeschichte in Leiden an. Nach der Pensionierung des Vaters im Jahr 1900 rückte er auf dessen Stelle als erster Präparator nach. Durch Veröffentlichungen über seine verbesserte Präparationstechnik und die notwendigen Vorkehrungen der Jäger und weiteren Kunden vor der Tierpräparation sowie die Qualität seiner Präparate erfuhr er bald internationale Anerkennung. 

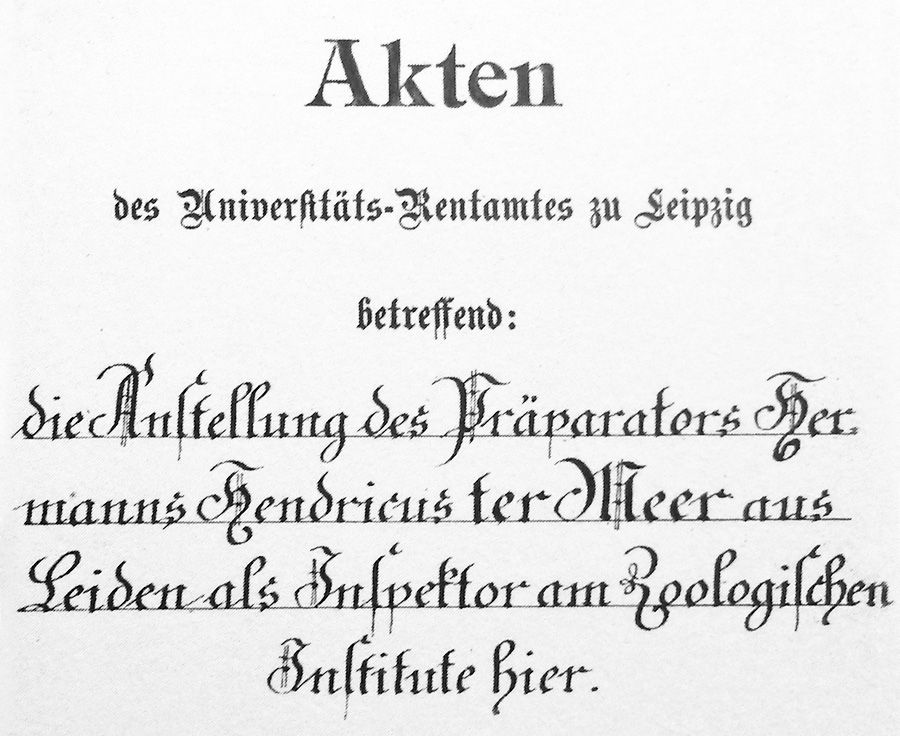
Leipziger Anstellungsakte
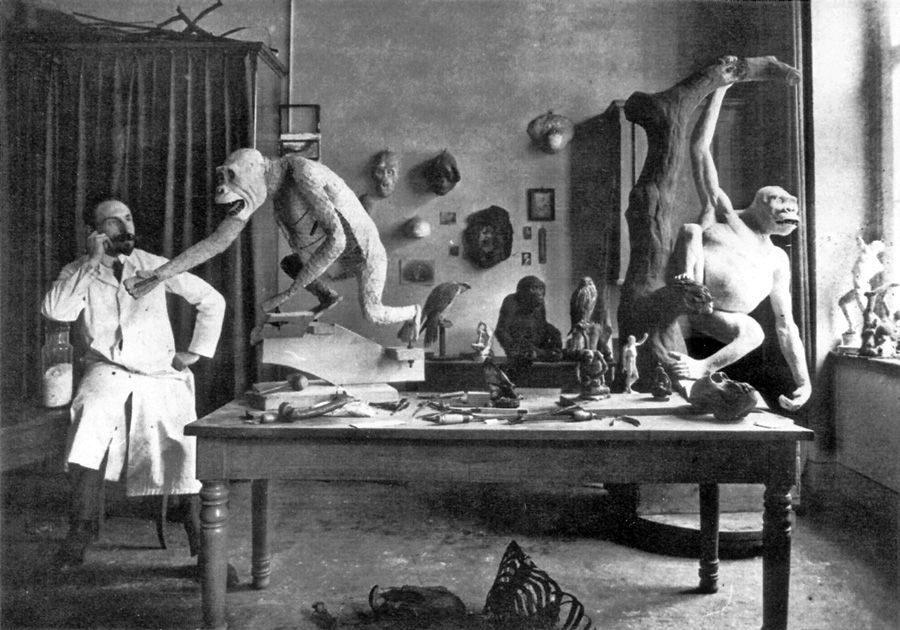
Atelier am Zoologischen Institut
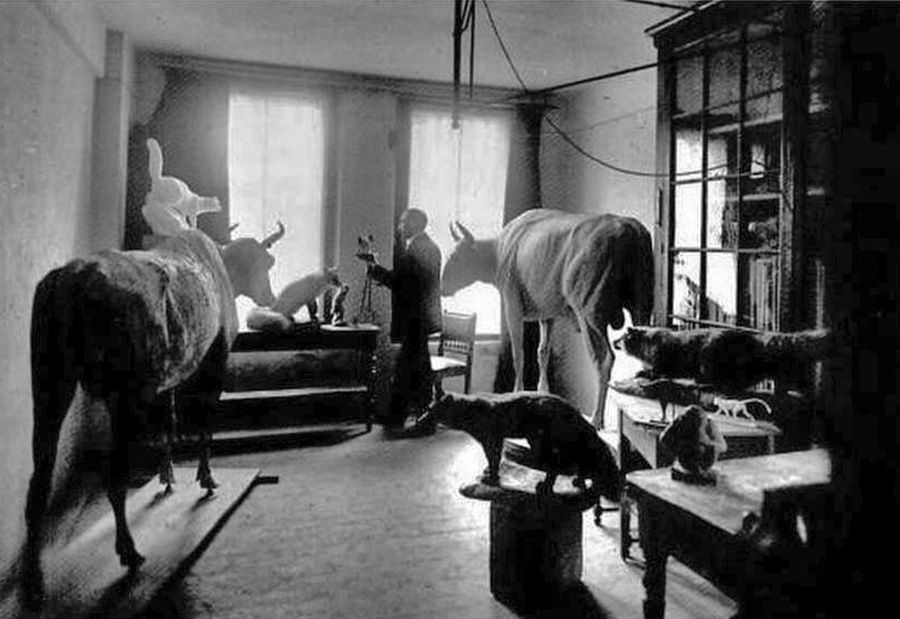
Im Privatatelier

In der Folgezeit konnte er jedoch seine Qualifikation im Leidener Museum nicht voll zum Tragen bringen, da dieses nur wenige Präparate von ihm ausstellte. Bessere Arbeitsbedingungen und eine angemessenere Würdigung seiner Leistungen versprach er sich am Zoologischen Institut der Universität Leipzig, von wo er ein Angebot erhalten hatte und das er 1907 annahm. Dabei reizten ihn unter anderem die Aufgaben bei der zum Teil noch anstehenden Aufarbeitung der zahlreichen biologischen Objekte aus der Valdivia-Expedition zur Erforschung der Tiefsee von 1898/1899, deren wissenschaftlicher Leiter der Direktor des Leipziger Instituts Carl Chun (1852–1914) gewesen war. Er wurde am 1. Oktober 1907 mit der Dienstbezeichnung „Inspektor am  Zoologischen Institut“ angestellt.
In seiner 26-jährigen Tätigkeit in Leipzig fertigte er neben zahlreichen Tierpräparaten für das Zoologische Institut auch solche für Museen im In- und Ausland sowie auch für Privatkunden. Letztere entstanden vor allem in einem Privatatelier in der Kochstraße. Seine Arbeiten beeindrucken durch scheinbare Lebendigkeit und Ästhetik. Das erreichte er durch hervorragende anatomische Kenntnisse, durch Akribie und nicht zuletzt durch die von ihm entwickelte und perfektionierte Präparationstechnik, die bereits in Leiden entstand und nach der über einem Stützgerüst zunächst ein sogenanntes Nacktmodell aus einer von ihm entwickelten knetbaren und aushärtenden Masse hergestellt wird, auf welches dann die Haut aufgezogen wird. Er legte stets Wert auf die künstlerische Komponente der dermoplastischen Arbeit.
Dieser Aspekt veranlasste ihn auch, die Gründung einer Berufsorganisation anzuregen. 1931 kam es in Leipzig zur Gründung der Deutschen Künstlervereinigung der Museumsdermoplastiker (DEUKÜMUS), deren erster Vorstandsvorsitzender er wurde. Der heutige Verband Deutscher Präparatoren (VDP) geht auf jene Vereinigung zurück. Ein weiteres Anliegen ter Meers war dabei, das Berufsbild des Dermoplastikers und einen geregelten qualifizierten Ausbildungsgang zu etablieren. Er selbst bildete insgesamt 15 Schüler aus, die später teilweise an renommierten Häusern arbeiteten und selbst meisterliche Werke schufen.
Eine besondere Sehenswürdigkeit des Leipziger Pelzfachmuseums war eine aus drei Tieren bestehende „wundervoll lebendig wirkende“ Seebärengruppe, die ter Meer für die Internationale Pelzfach-Ausstellung geschaffen hatte. Sie ist wahrscheinlich bei der Zerstörung des Museums während der Luftangriffe auf Leipzig im Jahr 1943 mit untergegangen. Die große Sammlung ter Meerscher Objekte am Zoologischen Institut Leipzig war dort nach den Umstrukturierungen der Hochschulreform der DDR von 1968 nicht mehr von Interesse, und ein großer Teil davon kam ins Leipziger Naturkundemuseum. Dieses besitzt mit ca. 240 ter Meer-Präparaten die weltweit größte Sammlung seines Schaffens.

## Familie

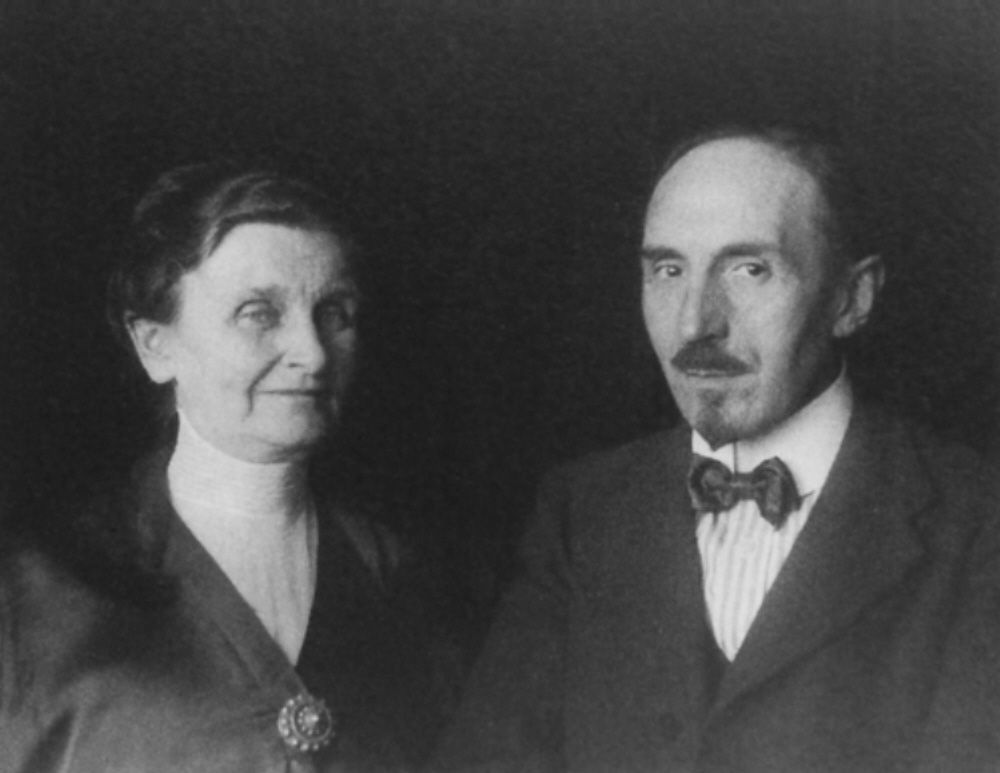
Das Ehepaar ter Meer
(um 1930)

In der Familie ter Meer in Leiden gab es mehrere Tierpräparatoren. Bereits Herman H. ter Meers Urgroßvater Hermanus Hendrikus ter Meer (1774–1819) war Tierpräparator, ebenso wie sein Großvater Jacobus Thomas ter Meer (1803–1877), sein Vater Hermanus Hendrikus ter Meer (1838–1917) und sein Onkel Franciskus Hendrikus ter Meer (1831–1903). Um Verwechslungen mit dem Vater zu vermeiden, nannte sich der Sohn Herman H. ter Meer.
Herman H. ter Meer heiratete 1899 in Leiden die Belgierin Lily Mataré, und fünf Jahre später wurde ihre Tochter Edith geboren. 1907 übersiedelte die Familie nach Leipzig. Ihre Wohnung befand sich in der Elisenstraße 80 (heute Bernhard-Göring-Straße) und ab 1916 in der Kochstraße 111. Nach ter Meers Tod zog die Witwe 1935 mit ihrer Tochter nach Berlin. Lily ter Meer starb 1945 in Potsdam und wurde in Leipzig beigesetzt. Die als Journalistin arbeitende Tochter Edith wechselte nach einem Aufenthalt im Oldenburger Land in den Schwarzwald, wo sie 1993 starb. Ihre 1939 geschlossene Ehe mit dem Sportreporter Roderich Dietze (1909–1960) blieb kinderlos.

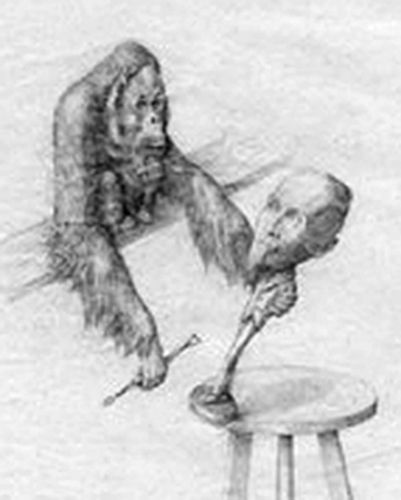
Humoristisches Selbstbildnis mit Affen (1928)